# Gottfried Siegen
Gottfried Siegen (Lebensdaten unbekannt) war ein deutscher Fußballspieler.

## Karriere

### Vereine
Siegen gehörte als Mittelfeldspieler von 1918 bis 1925 der TuRU Düsseldorf an, für die er in den vom Westdeutschen Spiel-Verband organisierten Meisterschaften zunächst im Kreis Berg/Mark, in der Saison 1920/21 in der Kreisliga Düsseldorf im Gau Berg-Mark, danach im nicht in Kreisen unterteilten Gau Berg-Mark, Punktspiele bestritt. Am Ende seiner zweiten Saison gewann er mit seiner Mannschaft die Meisterschaft im Kreis Berg/Mark; die Teilnahme an der Endrunde um die Westdeutsche Meisterschaft endete am 11. April 1920 in Crefeld mit der 3:4-Niederlage gegen den Kölner BC 01 bereits im Viertelfinale. Mit der erneuten Meisterschaft im Gau Berg-Mark am Saisonende 1922/23 erreichte seine Mannschaft in der Endrunde um die Westdeutsche Meisterschaft am 22. April 1923 das in Essen angesetzte Finale, das gegen Arminia Bielefeld mit 3:4 n. V. verloren wurde. In der Folgesaison konnte der Meistertitel im Gau Berg-Mark verteidigt werden; in der Endrunde um die Westdeutsche Meisterschaft belegte seine Mannschaft den dritten Platz. In seiner letzten Saison belegte seine Mannschaft mit einem Punkt Abstand auf den Düsseldorfer SC 1899 den zweiten Platz im Gau Berg-Mark. In der sich anschließenden und erstmals ausgetragenen Runde der Zweiten gelangte er am 19. April 1925 in Elberfeld ins Finale, das mit 6:2 gegen die Spvg Hagen 1911 gewonnen wurde. Auch das Entscheidungsspiel um die Teilnahme an der Endrunde um die Deutsche Meisterschaft wurde mit 3:0 gegen Arminia Bielefeld am 26. April 1925 in Buer gewonnen. Seine einzigen beiden Endrundenspiele hatte er mit dem Achtel- und Viertelfinale am 3. und 17. Mai 1925 im Stadion Weidenpescher Park in Köln, beim 4:1-Sieg über den VfR Mannheim und im Preussen-Stadion, der Spielstätte des BFC Preussen in Berlin, bei der 1:4-Niederlage gegen Hertha BSC.

### Auswahlmannschaft
Als Auswahlspieler des Westdeutschen Spiel-Verbandes nahm er am Wettbewerb um den Bundespokal teil und erreichte am 25. Februar 1923 das Finale. Die vor 30.000 Zuschauern im Frankfurter Riederwaldstadion ausgetragene Begegnung mit der Auswahlmannschaft des Süddeutschen Fußball-Verbandes verlor er mit seiner Auswahl mit 1:2.

## Erfolge
- Zweiter der Westdeutschen Meisterschaft 1923
- Meister Berg/Mark 1920, 1923, 1924
- Bundespokal-Finalist 1923